# 168126 Chengbruce
168126 Chengbruce è un asteroide della fascia principale. Scoperto nel 2006, presenta un'orbita caratterizzata da un semiasse maggiore pari a 2,5804338 UA e da un'eccentricità di 0,0825703, inclinata di 9,18426° rispetto all'eclittica.